# Tiopli Kolodez
Tiopli Kolodez - Тёплый Колодезь (rus) - és un poble de l'óblast de Bélgorod, a Rússia. El 2016 tenia 1.198 habitants. Pertany al districte (raion) de Gubkin.